# 機器恐龍
恐龍巴特（Dinobots）是變形金剛系列中的一組角色，以不同形象多次出現在不同作品中。恐龍金剛的源起最早是來自於日本特佳麗(Takara)公司戴亞克隆(Diaclone)系列的五隻可變形成恐龍的機器人玩具，之後被孩之寶(Hasbro)引入他們的變形金剛系列。在大多數的情況下，恐龍金剛是由5隻相似恐龍的博派(Autobot)所組成的隊伍，隊長是鋼鎖(Grimlock)。

## G1系列
機器恐龍最初是輪傑(Wheeljack)利用埋在方舟附近的恐龍化石製造的，原本想讓這五隻機器恐龍成為打倒狂派(Decepticon)的戰力，結果這五隻機器恐龍的恐龍野性不受輪傑的控制，自行其事。反而讓自己的夥伴受傷，最後柯博文(Optimus Prime)下令要輪傑將這五隻機器恐龍丟棄。在機器恐龍大鬧基地事件告一段落之後，狂派軍團在密卡登(Megatron)的帶領下來襲。博派立即展開反擊。雙方交戰不久，博派陷入苦戰。危機之時，輪傑與機械恐龍趕到，順利擊退來襲的狂派。
戰後輪傑將機器恐龍得以控制野性的原因一五一十的告訴柯博文，在聽了輪傑的話之後柯博文決定讓擁有自我意識的機器恐龍成為博派的新戰力，在之後的集數和1986年的《變形金剛大電影》(Transformers: The Movie)中都佔有重要戲份。
G1系列中的機器恐龍的組成隊員共有五位、如下所列：
- 鋼鎖(Girmlock)，變形成機械暴龍，是恐龍金剛小隊的隊長。說話但有原始人般的語調，第一人稱是「我，鋼鎖…(Me, Grimlock...)」。
- 铁渣(Slag)，變形成一隻機械三角龍。在《變形金剛大電影》(Transformers: The Movie)中在恐龍金剛撞倒門板、闖入五面怪的基地後、會被壓在厚重門板下的敵人說：「不好意思啊(Excuse me.)」。
- 淤泥(Sluege)，變形成一隻機械雷龍，不過體型和變形成暴龍的鋼鎖、或是其他同伴相比都沒有明顯的差距。
- 嚎叫(Snarl)，變形成一隻機械劍龍。
- 飞标(Swoop)，變形成一隻機械無齒翼龍，機械恐龍中唯一的空中戰力。

## 百變金剛(Beast Wars)和百變金剛：重機械系列(Beast Machine)
在1996年到1999年的百變金剛系列中的恐龍金剛並非是一支由變形成恐龍的變形金剛組成的「隊伍」，而僅僅是「一名」變形成恐龍的變形金剛。英文原名為「Dinobot」，翻譯為魔龍，變形成一隻迅猛龍，原本屬於掠奪獸(Predacon)的陣營，但是個性剛毅正直，因而轉而加入正義的強大派(Maximal)。最後為了阻止恐龍王(Megatron)殺死遠古的人類祖先而以一敵六、最終仍然不敵而倒下、壯烈犧牲。在本篇作品中，他並非是唯一以恐龍作為變形型態的變形金剛，像是掠奪獸首領恐龍王也是以恐龍中的暴龍作為變形型態，但只有魔龍叫做「Dinobot」。由史考特‧麥尼爾(Scott Mcneil)聲演。

## 變形金剛：銀河之力
在本作中，符合G1形象的恐龍金剛們並沒有出現，雖然在劇情設定中的其中一個賽博坦殖民地野獸星中不乏有部分以恐龍為野獸型態的變形金剛，但是他們並不特別將自己稱為「恐龍金剛」。

不過，通常屬於恐龍金剛中變形為劍龍的成員的名字咆嘯/嚎叫(Snarl)在美版中被給了其中一名來自野獸星的角色白牙(ファングウルフ)，他是野獸星統治者佛雷康柏(フレイムコンボイ)的副官和好友，野獸型態是一隻機械白狼，個性正直而富有正義感。

## 變形金剛進化版(Transformers: Animated)
主條目：變形金剛進化版#恐龍金剛
本作為艾薩克製造的擬真恐龍金剛，由於鐵漢(Bulkhead)與大黃蜂(Bumblebee)的不慎而損壞。之後艾薩克‧桑達克(Issac Sumdac)利用密卡登的建議重新設計了三架機器人，但密卡登並沒有告訴他內有變形功能以及人工智慧，爾後一群恐龍金剛在底特律市區大鬧，被博派給制服，三架變形金剛則被巡弋者(Prowl)和鐵漢偷偷送到了離底特律市有一段距離的孤島上。成員如下所列：
- 指揮官鋼鎖（Grimlock／ダイノボット指揮官グリムロック）

恐龍金剛的指揮官。
配音：David Kaye／夏治世／張錦江、梁志達、劉昭文／藤原啟治
武器是發出火焰的劍，能夠變形成暴龍。
- 炮擊戰士咆哮（Snarl／ダイノボット砲撃戦士スナール）

配音：（美、台皆無配音）／（不明）／長嶝高士
鋼鎖的同伴之一，武器是發出火焰的棍，能夠變形成三角龍。
在第38集（日版第35集中）幫助莎莉解救被催眠的柯博文團隊。
不過「Snarl」這個名字通常屬於恐龍金剛中變形為劍龍的成員，但是在本作中，因為Slag在英式英語中的負面意涵，因此字選擇以咆哮的名字代替。
- 爆擊戰士猛撲（Swoop／ダイノボット爆撃戦士スウープ）

配音：（美、台皆無配音）／（不明）／飛田展男
鋼鎖的同伴之一，武器是發出火焰的流星鎚，能夠變形成無齒翼龍。

## 變形金剛：Cyberverse
在2018年的動畫作品中，恐龍金剛中起初只有鋼鎖出現，他是博派中的老練戰士，在機器人型態是具有紳士風度、翩翩有禮。在劇中，鋼鎖在方舟號墜毀在地球時成為唯一被喚醒的成員，墜落在地表之後便開始在地球上尋找方舟號，與當時地球上的恐龍成為好友，交與他們知識，並留下一段影片發送出去、試著和賽博坦取得聯繫。在影片中，鋼鎖帶著一頂「王冠」不過那個王冠其實是鋼鎖為自己製作的抑制裝置、避免他因為長期困在恐龍模式而喪失理智。
之後，該段影片意外被傳送到一個前賽博坦殖民地，而其中一些成員便將鋼鎖認為他們的王，並依照他在影片中的恐龍同伴而變形為機械恐龍的樣子。另外，本作也是繼《變形金剛：至尊神力》之後再次在動畫作品中出現的可以合體為龍焱王的恐龍金剛。
在本作中機器恐龍的成員如下：
- 鋼鎖(Grimlock)，由萊恩‧安迪斯(Ryan Andes)配音

變形成機械暴龍，在合體成為龍焱王的軀幹。
- 鐵塊(Slug)，由李齊‧奧洛(Rich Orlow)配音

變形成機械三角龍，在合體時成為龍焱王的左腿。
- 淤泥(Sludge)，由馬克‧湯普森(Mark Thompson)配音

變形成機械雷龍，在合體時成為龍焱王的雙臂。
- 咆哮(Snarl)，由李齊‧奧洛配音

變形成機械劍龍，在合體時成為龍焱王的左腿。
- 飛鏢(Swoop)，由勞瑞‧海梅斯(Laurie Hymes)配音

女性機器恐龍，最聰明的一位，甚至可以設計一些高科技裝備，機器恐龍的領導者，在合體時成為龍焱王的翅膀和大劍。
- 龍焱王(Volcanicus)，由萊恩‧安迪斯配音

由鋼鎖和機器恐龍們合體成為的巨大合體金剛。

## 真人電影

### 變形金剛4：絕跡重生(Transformers：Age of Exinction)
在2007年到2011年的變形金剛系列中，恐龍金剛都沒有出場，一直到2016年的《變形金剛4：絕跡重生》中才出場。在第四集中出現了四名恐龍金剛：
- 鋼鎖(Grimlock)：變形成機械暴龍，武器是巨大的釘頭槌。在片中被柯博文所騎乘。
- 鐵塊(Slug)：變形成機械三角龍。在片中與飄移為搭檔。
- 嘲笑(Scorn)：變形成機械脊背龍，尾部在機器人型態會形成一把鞭劍廢鋼劍(Scrapmaker Sword)。在片中的搭檔是準星。
- 掃射(Strafe)：變形成機械雙頭翼龍，在片中由大黃蜂所騎乘。

在本作中，這些恐龍金剛們都是被賞金獵人地獄獵人(Lockdown)捕獲的遠古鐵騎，在大黃蜂等人從地獄獵人的船上釋放柯博文時被一同釋放，而在鋼鎖和柯博文對決落敗後同意與博派金剛合作，並參與在香港的大戰。

#### 異動
在本片中的名稱主要有三處異動。
第一點是新成員的加入，變形成脊背龍的嘲笑是全新的原創角色。

第二點是關於翼龍的部分，原本恐龍金剛中亦有一名變形為翼龍的成員飛鏢，但是在本片中則換成另一名成員掃射(Strafe)，這個名字在變形金剛系列中原先是屬於科技金剛中的其中一名變形成外戰鬥機成員掃射。

第三點則是三角龍的名稱，原先變形為三角龍的成員名為鐵渣(Slag)，但是後來孩之寶發現「Slag」在英式英語裡是罵人用的意思，於是將其更名為鐵塊(Slug)，中文的改變呈現在從「鐵渣」改譯成「鐵塊」的差異上，

### 變形金剛5：最終騎士(Transformers: The Last Kight)
在本篇中，恐龍金剛們一開始和其他博派成員待在男主角凱德的廢車場，不過在狂派來襲、全體撤離之後不知所蹤。並且多了幾隻來源不明的、小隻的、恐龍金剛。

## 註記
- 由於機器恐龍與勇者系列首部作《勇者凱撒》同樣屬於Takara旗下作品，因此《勇者凱撒》的敵人幹部採用了鋼鎖之外的人物模組修改而成。

1. ↑  ,   [2023-06-26]
2. ↑  Kaye, David; Bennett, Jeff; Robinson, Bumper, , Cartoon Network Studios, Cartoon Network, Hasbro, 2007-12-26  [2023-06-26], （原始内容存档于2023-06-01）
3. ↑  ,   [2024-04-26], （原始内容存档于2023-07-13） （中文（中国大陆））